# Совместное использование телекоммуникационной инфраструктуры

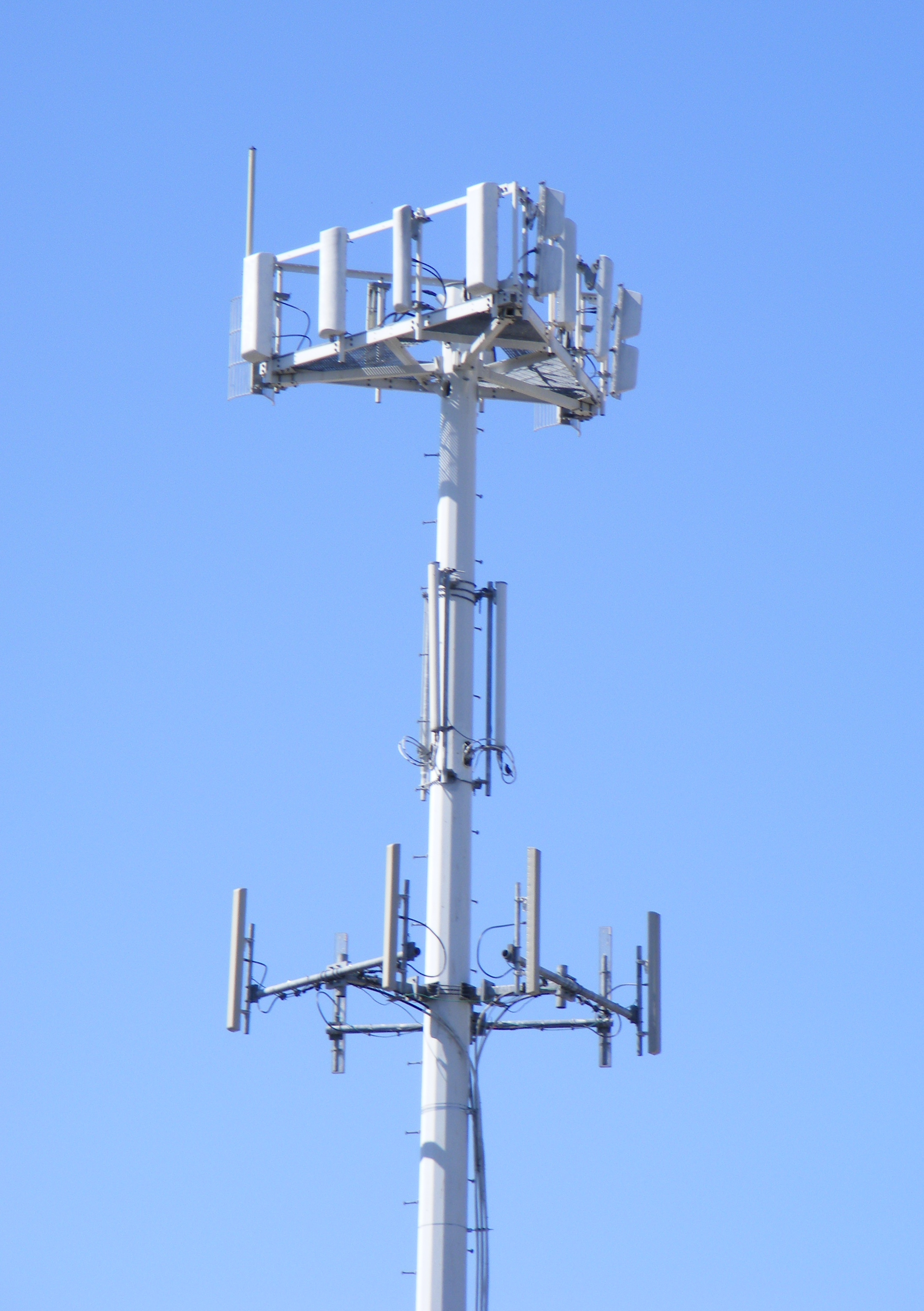

Из-за экономии на масштабах производства, свойственной телекоммуникационной индустрии, совместное использование телекоммуникационной инфраструктуры различными провайдерами услуг становится необходимым бизнес-процессом, и конкуренты становятся партнерами для снижения возрастающих инвестиций. Степень и метод совместного использования инфраструктуры может варьироваться в различных странах в зависимости от законодательной базы и конкурентного климата.

## Законодательная база
Совместное использование инфраструктуры национальными операторами зависит от законодательства соответствующего государства.
Например, в США в настоящее время основным является Telecommunications Act of 1996, пришедший на смену старому Communications Act of 1934.
В России собственность на сети связи и средства связи регулируется статьями 5 и 8 Федерального закона от 7 июля 2003 г. N 126-ФЗ «О связи». Совместное использование инфраструктуры законодательно ограничено Приказом Министерства информационных технологий и связи РФ №97 от 08.08.2005 г. "Об утверждении требований к построению телефонной сети связи общего пользования", согласно которому «часть средств связи одной сети при использовании в качестве узла связи другой сети должна быть программно, технически или физически отделена от одной из указанных сетей связи», что фактически позволяет совместно использовать только пассивную инфраструктуру. Радиоэлектронные средства (РЭС) необходимо регистрировать (и переоформлять в случае смены владельца). Совместное владение активной инфраструктурой в нормативных документах не предусмотрено.

## Основные преимущества совместного использования инфраструктуры
Совместное использование инфраструктуры сокращает дублирование и направляет инвестиции в недостаточно обслуживаемые районы и инновационные продукты, а также улучшает клиентский сервис.
Обычно развертывание телекоммуникационной индустрии обладает свойством экономии на масштабах. Затраты операторов связи в основном обусловлены значительными инвестициями в технологии и развертывание инфраструктуры. Поскольку эти затраты постоянные и безвозвратные, то они являются фактором высокого риска. Кроме того, поддержание и обновление инфраструктуры делает этот риск еще выше. Например,  операторы фиксированной связи сейчас мигрируют на сети нового поколения, а большинство операторов мобильной связи уже развернули 3G-инфраструктуру. Следовательно, совместное использование инфраструктуры может значительно снизить входной барьер и сократить риски развития.
Совместное использование инфраструктуры имеет также огромное влияние на конкуренцию. Рынок становится более привлекательным для новых игроков из-за сниженных входных барьеров. Такие игроки могут повышать конкуренцию путём эффективного инвестирования. Сокращая затраты на развертывание сети, совместное использование позволяет операторам обратить своё внимание на инновации, улучшение клиентского сервиса и в конечном итоге ведет к более хорошим коммерческим предложениям и более здоровой конкуренции.

## Телекоммуникационная инфраструктура
Узел сотовой связи состоит из электронной (активной) и неэлектронной (пассивной) инфраструктуры.
- Электронная (активная) инфраструктура включает в себя базовую станцию вышки, микроволновое радиооборудование, маршрутизаторы, антенны, трансиверы для обработки и передачи сигнала.
- Неэлектронная (пассивная) инфраструктура включает в себя вышку, контейнер (для станции связи в модульном исполнении), оборудование для кондиционирования, дизель-генератор, батарею, электрическое оборудование, технические и подсобные помещения, а также опоры, что в сумме составляет до 60% стоимости развертывания сети.[3] См. Подсистема базовых станций

## Совместное использование инфраструктуры
Существует множество возможностей для совместного использования инфраструктуры между провайдерами телекоммуникационных услуг . Однако такое совместное использование зависит не только от технической возможности, но и от соответствующего законодательства.
- Совместное использование пассивной инфраструктуры есть ни что иное как разделение неэлектронной инфраструктуры на узле сотовой связи. Такое разделение становится популярным в телекоммуникационной индустрии по всему миру.
- Совместное использование активной инфраструктуры – это разделение электронного оборудования
- Концепция разделения диапазона (англ. spectrum-sharing) базируется на модели лизинга и часто называется «торговлей диапазоном» («spectrum trading»). Оператор может сдавать в аренду часть своего диапазона другому оператору на коммерческой основе. Подобный механизм распространен среди виртуальных операторов сети мобильной связи (MVNO, Mobile Virtual Network Operator) в США, Европе, Сингапуре и Австралии.
- Совместное использование базовых станций ожидается в будущем, когда каждый оператор будет контролировать логический уровень Node B. В этом случае поставщик услуг связи может оперировать частотами, которые ему назначены, полностью независимо от операторов-партнеров, и сохранять контроль над активным оборудованием базовой станции (например, трансиверами, которые управляют приемом/передачей по радиоканалам). Контроллер сети доступа и базовая сеть в этом случае не разделяются между операторами.
- Совместное использование узлов включает в себя разделение антенн и мачт; сюда же можно отнести базовые станции трансиверов (BTS), «Node B» в контексте UMTS и общее оборудование: систему антенн, мачты, кабели, фильтры и контейнеры
- Возможно также совместное использование мачт
- При совместном использовании антенн предполагается также совместное использование всех связанных соединений (разветвителей, фидеров и т.п.), в дополнение к пассивным элементам радиоузла.
- При совместном использовании Контроллера сети доступа (RNC, Radio Network Controller) каждый оператор независимо осуществляет логический контроль над RNC.
- Совместное использование Центров мобильной коммутации (MSC, Mobile Switching Centre) и роутеров включает в себя разделение свитчей (MSC) и роутеров (SGSN) среди операторов фиксированной связи.
- Совместное использование частот